# Iehorivka, Semenivka
Iehorivka (în ucraineană Єгорівка) este un sat în comuna Ustîmivka din raionul Semenivka, regiunea Poltava, Ucraina.

## Demografie
Componența lingvistică a localității Iehorivka
     Ucraineană (98,79%)
     Alte limbi (0,3%)
Conform recensământului din 2001, majoritatea populației localității Iehorivka era vorbitoare de ucraineană (98,79%), existând în minoritate și vorbitori de alte limbi.